# Världsmästerskapen i nordisk skidsport 1950
Världsmästerskapen i nordisk skidsport 1950 ägde rum i Lake Placid, New York och Rumford, Maine i USA den 1–6 februari 1950. Backhoppningen hölls i Lake Placid. Längdåkningen var först också planerad dit, men fick flyttas till Rumford på grund av bristen på snö.

## Längdåkning herrar

### 18 kilometer
3 februari 1950
| Medalj | Tävlande                  | Tid     |
| Guld   | Karl-Erik Åström, Sverige | 1:06.16 |
| Silver | Enar Josefsson, Sverige   | 1:06.28 |
| Brons  | Arnljot Nyaas, Norge      | 1:07.07 |

### 50 kilometer
6 februari 1950
| Medalj | Tävlande                 | Tid     |
| Guld   | Gunnar Eriksson, Sverige | 2:59.05 |
| Silver | Enar Josefsson, Sverige  | 3:00.01 |
| Bronze | Nils Karlsson, Sverige   | 3:00.10 |

### 4 × 10 kilometer stafett
5 februari 1950
| Medalj | Lag                                                                     | Tid     |
| ------ | ----------------------------------------------------------------------- | ------- |
| Guld   | Sverige (Nils Täpp, Karl-Erik Åström, Martin Lundström, Enar Josefsson) | 2:39.59 |
| Silver | Finland (Heikki Hasu, Viljo Vellonen, Paavo Lonkila, August Kiuru)      | 2:41.51 |
| Brons  | Norge (Martin Stokken, Eilert Dahl, Kristian Bjørn, Henry Hermansen)    | 2:47.19 |

## Nordisk kombination, herrar

### Individuellt
1/3 februari 1950
| Medalj | Tävlande                   | Poäng |
| Guld   | Heikki Hasu, Finland       | 455,2 |
| Silver | Ottar Gjermundshaug, Norge | 452,0 |
| Bronze | Simon Slåttvik, Norge      | 451,8 |

## Backhoppning, herrar

### Stora backen
5 februari 1950
| Medalj | Tävlande                | Poäng |
| Guld   | Hans Bjørnstad, Norge   | 220,4 |
| Silver | Thure Lindgren, Sverige | 214,4 |
| Brons  | Arnfinn Bergmann, Norge | 213,5 |

## Medaljligan
| Pl. | Nation  | Guld | Silver | Brons | Totalt |
| --- | ------- | ---- | ------ | ----- | ------ |
| 1   | Sverige | 3    | 3      | 1     | 7      |
| 2   | Norge   | 1    | 1      | 4     | 6      |
| 3   | Finland | 1    | 1      | 0     | 2      |